# Rudi van der Velde

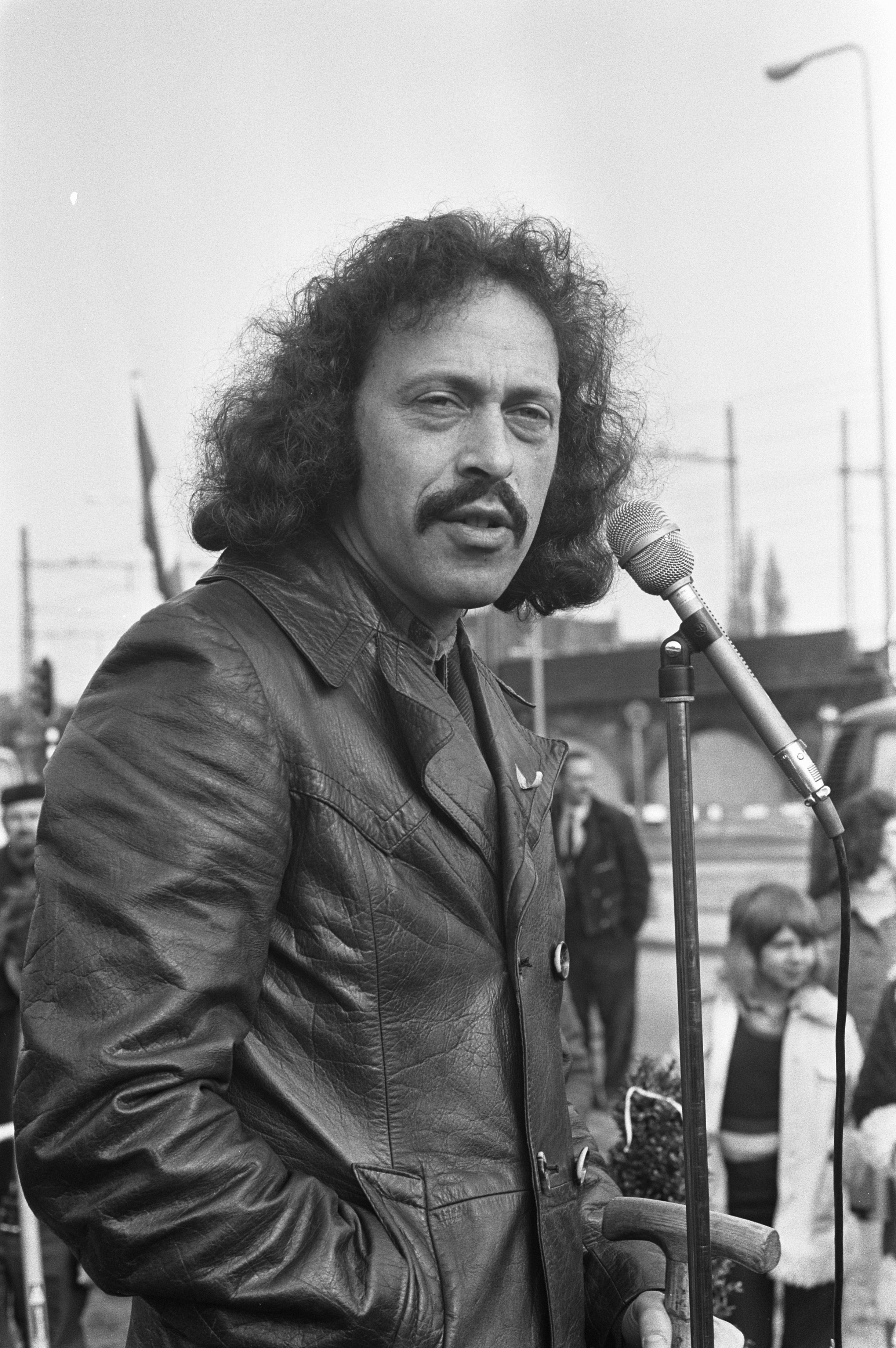
Rudi van der Velde tijdens Nationale Boomplantdag, 1973

Rudi van der Velde (25 oktober 1937 – Kaapverdië, 14 maart 2014) was een Nederlands politicus en wiskundige.
Van der Velde werd geboren als zoon van een joodse vader en een niet-joodse moeder. Hij werd in 1950 lid van de Organisatie van Progressieve Studerende Jeugd, een communistische jongerenorganisatie, en werd sindsdien bespioneerd door de BVD.
Van der Velde volgde de hbs en studeerde vanaf 1959 wis- en natuurkunde aan de Universiteit van Amsterdam. In 1963 richtte hij met Bertus Hendriks en Ton Regtien de Studentenvakbeweging (SVB) op.
Hij zat in de gemeenteraad van Amsterdam voor de CPN. Van 1970 tot eind 1979 was hij namens die partij wethouder van onderwijs en jeugdzaken ondanks een motie van wantrouwen ingdiend door Pelle Mug die echter werd verworpen.

Daarna werd hij adviseur informaticabeleid van de gemeente. In 1984 stond Van der Velde op kandidatenlijst van het Groen Progressief Akkoord voor de verkiezingen van het Europese Parlement. Per 1 mei 1990 werkte hij bij het NBLC, waar hij in september van dat jaar directeur zou worden.
Na zijn pensionering schreef hij korte verhalen, en een kinderboek over de relativiteitstheorie van Einstein.

## Persoonlijk
Van der Velde was tweemaal gehuwd. Uit zijn eerste huwelijk had hij twee kinderen. Hij overleed op 76-jarige leeftijd tijdens een vakantie op de Kaapverdische Eilanden. Een grote golf wierp hem terug op het strand, waarbij hij zijn nek brak.